# Sachi Amma
Sachi Amma (jap. 安間佐千 Amma Sachi; ur. 23 września 1989, Utsunomiya w prefekturze Tochigi) – japoński wspinacz sportowy, specjalizujący się prowadzeniu oraz we wspinaczce łącznej. Brązowy medalista mistrzostw świata oraz wielokrotny medalista mistrzostw Azji tytuł mistrzowski zdobył w 2008.

## Kariera sportowa
W 2014 roku w hiszpańskim Gijón zdobył brązowy medal mistrzostw świata we wspinaczce sportowej w konkurencji prowadzenia.
Mistrz Azji, złoty medal zdobył w chińskim Kanton we wspinaczce sportowej w konkurencji prowadzenie w 2008, a w 2006 i w 2007 wywalczył srebrne medale. 
Srebrny medalista plażowych igrzysk azjatyckich z chińskiego Haiyangu w 2012 roku w prowadzeniu.
Uczestnik World Games w 2009 w tajwańskim Kaohsiung, gdzie zdobył złoty medal we wspinaczce sportowej w prowadzeniu. 
Wielokrotny uczestnik, medalista prestiżowych, elitarnych zawodów wspinaczkowych Rock Master we włoskim Arco, które wygrał w 2014 w konkurencji prowadzenie.

## Osiągnięcia

### Mistrzostwa świata
| Konkurencje | 2007 | 2009 | 2011 | 2012 | 2014 |
| Prowadzenie | —    | 7    | 10   | 7    | 3    |

### World Games
| Konkurencje | 2009 |
| Prowadzenie | 1    |

### Plażowe igrzyska azjatyckie
| Konkurencje | 2012 |
| Prowadzenie | 2    |

### Mistrzostwa Azji
| Konkurencje | 2006 | 2007 | 2008 | 2009 |
| Bouldering  | —    | —    | 8    | —    |
| Prowadzenie | 2    | 2    | 1    | 4    |

### Rock Master
| Konkurencje | 2010 | 2011 | 2013 | 2014 |
| Prowadzenie | 4    | —    | 6    | 1    |
| Duel        | —    | 7    | 4    | 6    |